# 馬玉崑

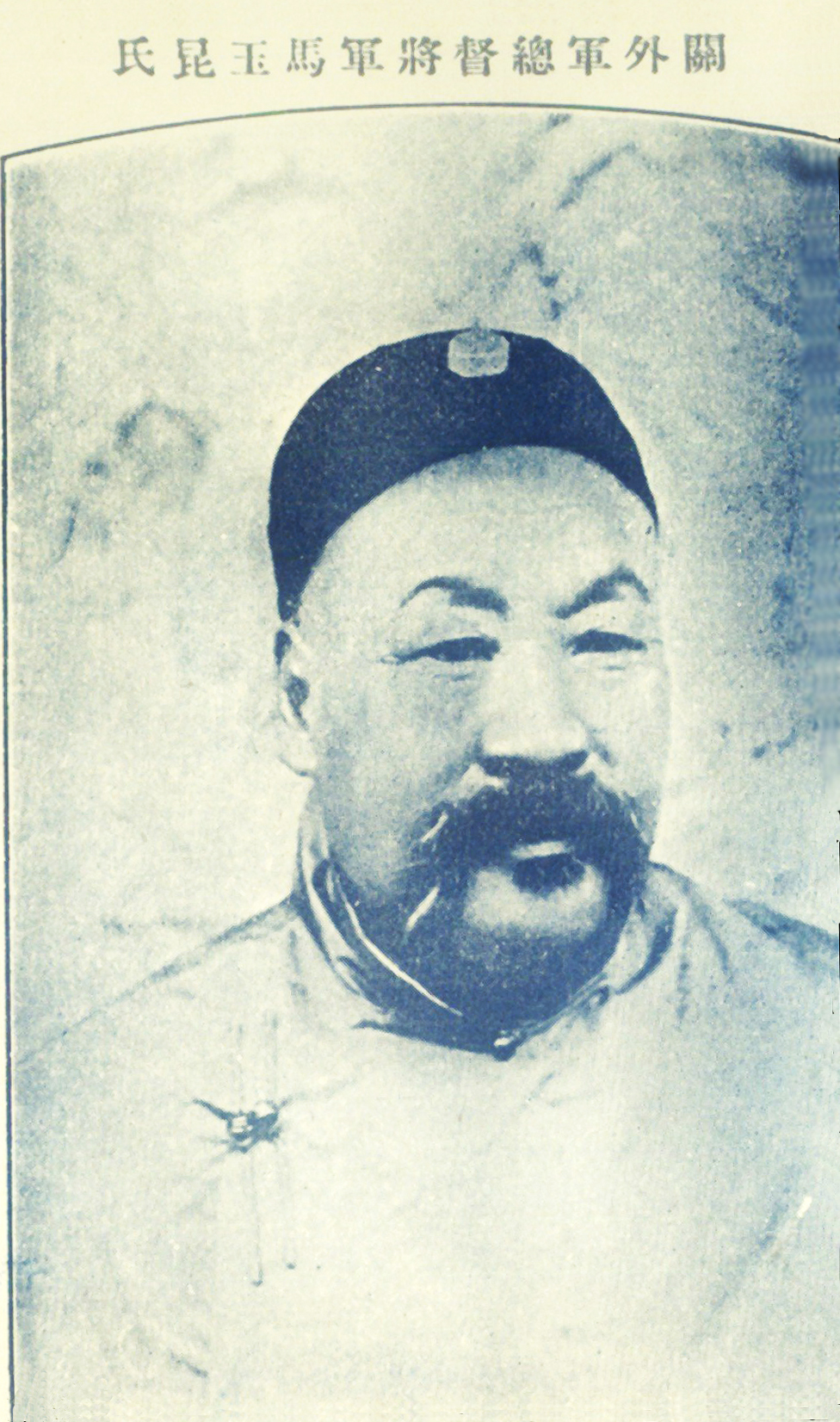

馬玉崑（1837年—1908年），字景山，民间称为马三元，安徽蒙城人，淮軍將領。

## 生平
早年以武童生隨宋慶攻捻，積功至都司，賜號振勇巴圖魯。光緒二十五年，擢浙江提督。二十六年，調還直隸提督。適義和拳作亂，八國聯軍入侵，馬玉崑統武衞左軍抵禦。兩軍於天津、北倉交戰，相持月餘，馬玉崑終因孤立無援退兵。後隨慈禧太后和光绪皇帝車駕西幸西安。明年，回京，加太子少保。三十四年，病卒，贈太子太保，予二等輕車都尉，諡忠武。

## 家庭
- 妾：于氏，捐軀殉節[2]。

## 延伸阅读
[在维基数据编辑]
 《清史稿·卷461》，出自趙爾巽《清史稿》
 在维基共享资源阅览影像